# Willem Roodbeen

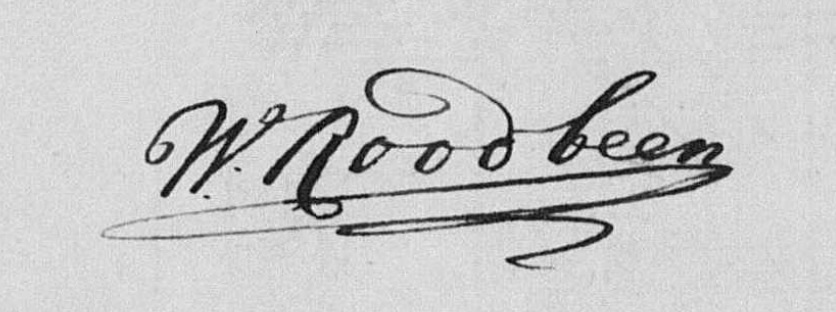
Handtekening Willem Roodbeen Gelders Archief, geboorteakte 30 april 1816, aktenr. 13

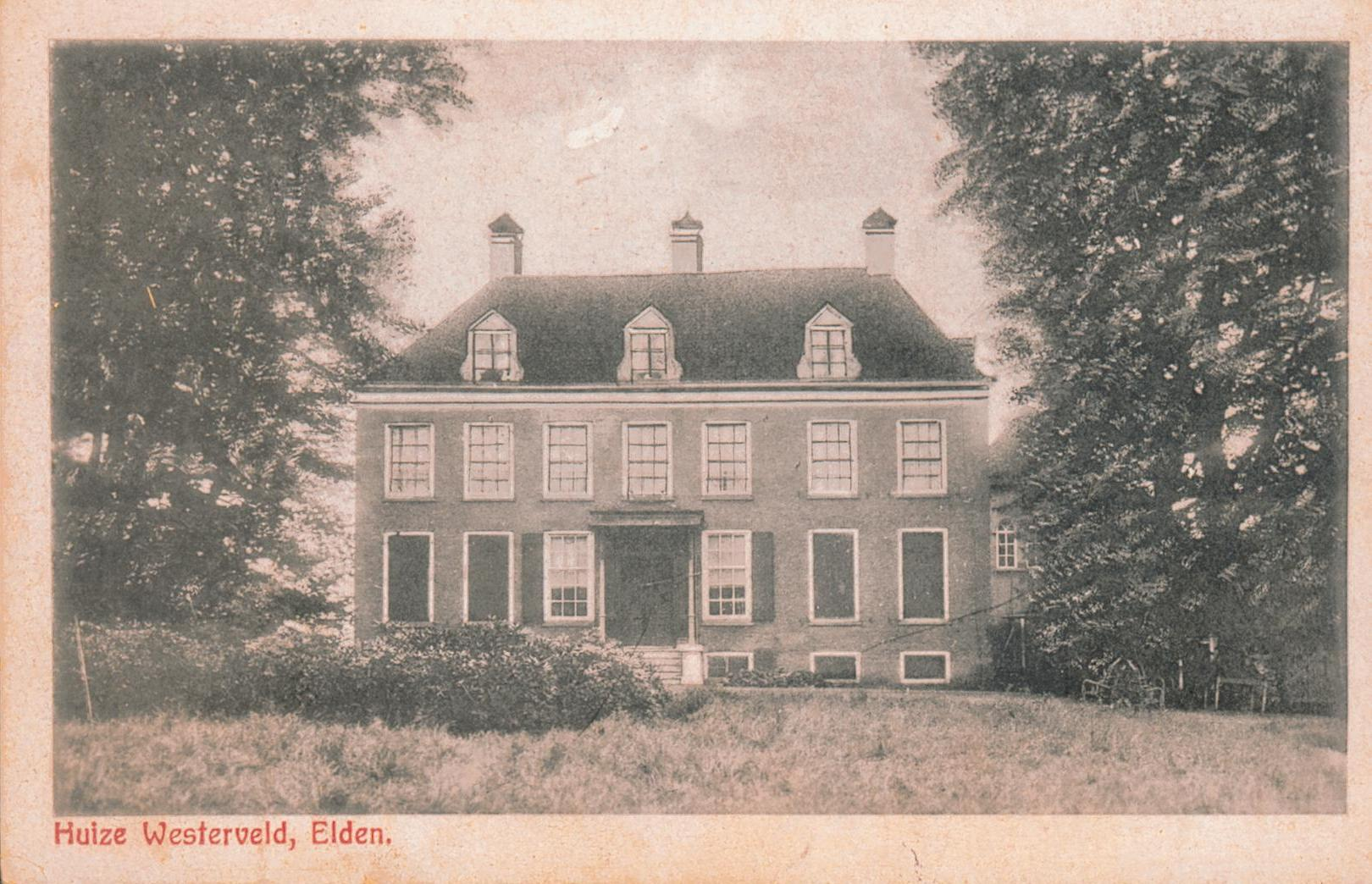
Huize Westerveld omstreeks 1910 Historische Kring Elden, uitg. Reintjes, Arnhem

Willem Roodbeen (Tiel, 9 september 1762 - Wageningen, 4 mei 1823) was de eerste en tevens de laatste burgemeester van de Gemeente Elden.

## Leven en werk
Willem Roodbeen was een zoon van Peter Roodbeen en zijn tweede echtgenote Adriana de Koningh. Hij koos voor een militaire carrière en werd Eerste-Luitenant bij het 6e Regiment Infanterie in Den Haag. In november 1808 nam hij ontslag uit het leger om in het huwelijk te kunnen treden met Johanna Françoisa Anthonia Tulleken, dochter van de Arnhemse burgemeester Rutger Tulleken. Zij was al op jonge leeftijd eigenaresse van veel onroerende goederen in en rondom Arnhem. Zo ook van het landgoed Westerveld in Elden waar het echtpaar rond 1811 ging wonen. Samen kregen zij vier kinderen.
Nadat de Fransen in 1813 waren verdreven, werd Willem Roodbeen in december van dat jaar burgemeester èn ontvanger van de belastingen van de zelfstandige burgerlijke gemeente Elden. In september 1816 werd door de minister van Binnenlandse Zaken bepaald dat deze beide functies niet meer door één persoon tegelijkertijd mochten worden bekleed. Roodbeen koos voor de functie van gemeenteontvanger en nam op 1 oktober 1816 ontslag als burgemeester van Elden. Ludolph Mulder, burgemeester van Elst, volgde Roodbeen op als interim burgemeester van Elden. Op 1 januari 1818 ging Elden op in de gemeente Elst.
In 1821 verhuisde het gezin Roodbeen van Elden naar Bemmel, waar Roodbeen gemeenteontvanger werd. Na een kort ziekbed (zenuwkoortsen) overleed hij op 4 mei 1823 te Wageningen.

## Trivia
Rond 2000 werd er in Elden een nieuw woningbouwproject gerealiseerd: Le Jardin. Een straat in dit project werd vernoemd naar Eldens enige burgemeester: Willem Roodbeenhof.